# اندرسون رودریگز

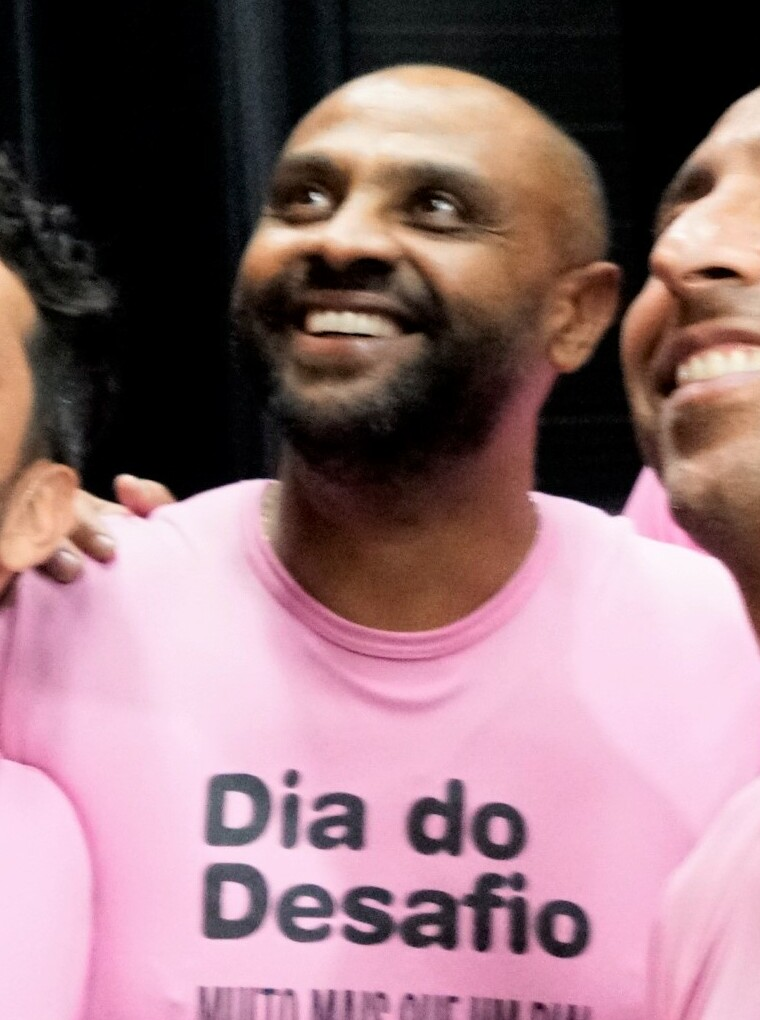
اندرسون رودریگز

اندرسون رودریگز (به انگلیسی: Anderson Rodrigues) (زاده ۲۱ دسامبر ۱۹۷۴) بازیکن سابق تیم ملی والیبال برزیل است.
او به همراه تیم ملی برزیل مدال طلا بازی های المپیک ۲۰۰۴ و مدال نقره المپیک ۲۰۰۸ را به دست آورده است. اندرسون از بازیکنان پرافتخار برزیل به شمار می رود. اندرسون از سال ۲۰۰۲ تا ۲۰۰۸ عضو تیم ملی والیبال برزیل بود. او همچنین ۵ مدال طلا لیگ جهانی و ۲ مدال طلا جام جهانی و قهرمانی والیبال جهان را در کارنامه خود دارد.